# Potere esecutivo (romanzo)
Potere esecutivo è un romanzo techno-thriller scritto nel 1996 da Tom Clancy ed è il sequel del libro Debito d'onore scritto due anni prima dallo stesso autore con personaggio principale Jack Ryan.

## Trama
Un jumbo jet giapponese kamikaze ha appena distrutto il Campidoglio a Washington uccidendo il Presidente degli Stati Uniti d'America, ministri e deputati del Congresso, i membri della Corte Suprema, i capi dell'esercito, dell'aviazione e della marina. In questo scenario Jack Ryan che poco prima aveva accettato la carica di vice presidente, viene nominato capo della Casa Bianca. Jack Ryan deve anche affrontare l'Iran che ordisce con altre potenze un vasto complotto contro gli Stati Uniti d'America.
Parte di questo complotto porterà ad un attacco biologico (con una variante del virus ebola) che colpirà numerose città americane, fra cui Chicago, dando inizio a una spaventosa epidemia. Jack Ryan saprà gestire queste difficoltà e ristabilirà l'ordine nel paese.

## Temi principali
Tom Clancy in "Potere esecutivo" ci vuol comunicare che il pericolo per gli Stati Uniti d'America non viene dall'estero, ma dall'impreparazione dello stato ad affrontare il terrorismo, dalla corruzione, e dall'inettitudine della burocrazia. Il libro precorre la tecnica dell'utilizzo suicida di aerei di linea sui palazzi istituzionali americani ben cinque anni prima degli attentati dell'11 settembre 2001 e affronta, preconizzando i successivi attentati all'antrace, l'ipotesi di un attacco terroristico interno fatto con armi biologiche.

## Edizioni
- Tom Clancy, Potere esecutivo, collana Superbur, BUR Biblioteca Univ. Rizzoli, 1996,  p. 956, ISBN 88-17-20426-9.